# Purainiya
Purainiya (en népalais : पुरैनिया) est un comité de développement villageois du Népal situé dans le district de Bara. Au recensement de 2011, il comptait 6 626 habitants.